# ソニックチーム
ソニックチーム（Sonic Team）は、株式会社セガのコンシューマーゲーム開発部門の一つで、セガの看板作品の多くを輩出している。現在のセガ コンシューマ・オンラインカンパニー第二CS研究開発部にあたる。ソニックシリーズやナイツシリーズ、ファンタシースターシリーズなどセガのヒット作の多くを生み出している。略称は「ソニチ」などと呼ばれる。

## 歴史

### 開発チーム時代（1990年 - 2000年）
ソニックチームという名前が最初に世の中に現れたのは、1991年のメガドライブ用ソフト『ソニック・ザ・ヘッジホッグ』である。同作ではソフト起動時に「SONIC TEAM PRESENTS」と表示される。この当時のソニックチームとは、セガ・エンタープライゼス（当時）開発第9部（研究開発9）内部の『ソニック・ザ・ヘッジホッグ』開発担当チームを指していた。
同作開発後、1991年に、中裕司は『ソニック・ザ・ヘッジホッグ』の発売を待たずに薄給と引き抜き防止策として行われていたスタッフロールに名前を載せない方針に嫌気が差して一度セガを退職したものの、安原弘和は1992年に一旦ソニックチームを退社し、アメリカ合衆国のスタジオ（セガテクニカルインスティチュート）でメガドライブ用ソフト『ソニック・ザ・ヘッジホッグ2』、『ソニック・ザ・ヘッジホッグ3』、『ソニック&ナックルズ』、『ソニック3Dブラスト』を、大島直人はソニック1の一部のスタッフと共に「セガCS3チーム」を編成し日本のスタジオでメガCD用ソフト『ソニック・ザ・ヘッジホッグCD』、スーパー32X用ソフト『カオティクス』を製作したが、これらの作品には「ソニックチーム」という名称は使用されていない。再びソニックチームの名前が現れるのは、久々に中と大島のコンビが復活した1996年のセガサターン用ソフト『NiGHTS into Dreams...』である。1997年当時のインタビューで中は「ソニックチームの名前がついている作品はソニック1とナイツ、そしてクリスマスナイツの3本だけなんです。理由は簡単。これ以外の作品には大島が参加していませんでしたから」（Sega Magazine 1997年1月号より引用）と述べており、当初のソニックチームの定義において2人の存在が重要であったことが窺えるが、次第にソニックチームのブランド名も幅広く使用されるようになっていく。
ソニックチームはその後、『バーニングレンジャー』（セガサターン、1998年）、『ソニックアドベンチャー』（ドリームキャスト、1998年）、『サンバDEアミーゴ』シリーズ（アーケード、ドリームキャスト、1999〜2000年）、『チューチューロケット!』（ドリームキャスト、1999年）などを発表した。1999年にはアメリカに新スタジオ「ソニックチームUSA」が設立された。

### 分社化時代（2000年 - 2004年）
2000年、セガ・エンタープライゼスは開発の効率化を図り、開発部門を9つの開発会社（ディベロッパー）へ分社化することを決定した。2000年7月1日、セガの第8ソフトウェア開発研究部は分社化により株式会社ソニックチームとして設立され、代表には中裕司が就任した。中はそれに先立つ5月26日にセガの執行役員に就任した。
この時期の発表タイトルには、『ファンタシースターオンライン』（ドリームキャスト、2000年）、ソニックチームUSA製作による『ソニックアドベンチャー2』（ドリームキャスト、2001年）、ソニックチーム初のアミューズメント施設向け筐体で後にドリームキャストにも移植された『サンバDEアミーゴ』シリーズ（〜2000年）、セガのゲームボーイアドバンス参入第1弾となる『チューチューロケット!』（ゲームボーイアドバンス、2001年）などがある。かつてのような開発チーム名ではなく、社名として広範にわたって使用されるようになったため、ソニックチーム名義での発表タイトルはこの時期に大幅に増えた。
2003年の事業再編時には、同じくセガの開発子会社のひとつであったユナイテッド・ゲーム・アーティスツ（略称UGA、旧ソフト9研）と事業統合。そのため、現在ソニックチーム公式webサイトにある作品リストには、UGAとしてリリースされた時代の作品も含まれている。『ソニックライダーズ』（PlayStation 2、ニンテンドー ゲームキューブ、Xbox、2006年）には、UGAの看板タイトル『スペースチャンネル5』の主人公うららが隠しキャラクターのひとりとして登場する。

### 再統合後（2004年 - ）
開発子会社でも有数のタイトル数と売り上げを計上しつつ2004年7月1日にセガに再統合されるも、旧ソニックチームを前身とする特定の開発部署によるブランド名として「ソニックチーム」という名称は存続することとなった。2015年4月1日に実施されたセガグループ再編に伴い、以降はセガゲームス コンシューマ・オンラインカンパニー第二CS研究開発部のブランド名となっている。なお、「ソニックチーム」ブランドが付くかどうかは作品でなく担当部署に依存するため、事業再編や担当部署の違いなどにより、『ソニッククロニクル』などのソニックチームブランドのないソニックシリーズ作品や、ファンタシースターシリーズなどのように新作でソニックチームブランドが外れたシリーズなども存在する。

## ソニックチーム関係者
- 中裕司 - ソニックシリーズの生みの親のひとり。プログラマー。元ソニックチーム社長兼セガ常務執行役員。他にもセガ社内にCG映像制作部門『VE研究開発部』を立ち上げるようにした（後の『マーザ・アニメーションプラネット』）。現在は株式会社プロペ社長。
- 大島直人 - 「ソニック・ザ・ヘッジホッグ（クラシックソニック）」「ドクター・エッグマン」のキャラクターデザイン、ステージギミックなどの発案、ゲームデザインを担当。『ソニック・ザ・ヘッジホッグCD』『NiGHTS into Dreams...』などではゲームディレクターも担当。現在は株式会社アーゼスト社長。
- 安原広和 - プランナーでありソニック初期時代のゲームデザイナー兼ディレクター。ソニックシリーズの生みの親のひとり。現在はNintendo Software Technology所属。
- 飯塚隆 - 現在のソニックチーム統括。ディレクション作は『ソニックアドベンチャー』シリーズ。今は主にプロデュース業務中心。ソニックシリーズの副社長として活躍。
- 見吉隆夫 - ゲームデザイナー兼ディレクター。代表作は『バーニングレンジャー』『ファンタシースターオンライン』シリーズで後にプロデューサーに。
- 中村俊 - ゲームデザイナー兼ディレクター。『サンバDEアミーゴ』『ジャイアントエッグ ～ビリー・ハッチャーの大冒険～』『ソニック・ザ・ヘッジホッグ』。『ソニック フォース』のプロデューサー。
- 上川祐司 - 「ソニック・ザ・ヘッジホッグ」のリニューアル（モダンソニック）キャラクターデザイン。テレビアニメ『ソニックX』のキャラクター原案も担当している。
- 星野一幸 - ソニックシリーズのキャラクターデザイナー。『ソニック・ザ・ヘッジホッグCD』『NiGHTS into Dreams...』『ナイツ 〜星降る夜の物語〜』。その他にソニックIP活動「PROJECT SONIC '22（ツーツー）」の一環として、「ソニックチーム ロゴムービー」を制作公開した。
- 森屋英明 - 『NiGHTS into Dreams...』『バーニングレンジャー』のデザイナー。『ソニックライダーズ』シリーズのアートディレクター。
- 川村幸子 - アートデザイナー。「チャオ」「チップ」のキャラクターデザイン。『ソニック ワールドアドベンチャー』『ソニック カラーズ』『ソニック ロストワールド』のアートディレクター。『ソニックフロンティア』のプロデューサー。
- 岡野聡 - デザイナー。代表作はアーケード筐体、ドリームキャストの『サンバDEアミーゴ』『サンバDEアミーゴ Ver.2000』シリーズのキャラクターデザイン。
- 酒井智史 - デザイナー。『ソニックアドベンチャー』。のちに『ファンタシースターオンライン2』のプロデューサー。
- 天池嘉成 - 代表作は『ファンタシースターオンライン2』シリーズのデザイナー、『サンバDEアミーゴ：パーティーセントラル』のアートディレクター。
- 三浦義貴 - アートデザイナー。『ソニックと秘密のリング』『ソニックフロンティア』のアートディレクター。
- 茂呂真由美 - ソニック公式サイト「ソニックチャンネル」開発スタッフ。同サイトにてスタッフコラムを掲載。
- 棚橋伸吉 - デザイナー。「ソニック・ザ・ウェアホッグ」「インフィニット」のキャラクターデザイン。
- 西山彰則 - ディレクターまたはプロデューサー。旧作ではシナリオも担当。代表作は『ソニック アドバンス』シリーズ、『ソニック ラッシュ』『ソニック ラッシュ アドベンチャー』『ソニック ワールドアドベンチャー』。後者2つではプロデューサーを務めた。
- 前川司郎 - ゲームデザイナー。「シャドウ・ザ・ヘッジホッグ」の生みの親。『ソニックアドベンチャー』ではマップデザイン、チャオゲームデザイン。『ソニックアドベンチャー2』ではシナリオ、演出、イベント製作。『ソニック ヒーローズ』ではゲームデザイン、シナリオ、演出を担当。『ソニックX』ではストーリー監修。“前川シナリオ”と呼ばれる。
- 小川陽二郎 - プランナーまたはゲームデザイナー。代表作は『ソニックアドベンチャー』『ソニックと秘密のリング』。現在はコナミ勤務。
- 吉村清子 - 脚本家。代表作は『ソニック・ザ・ヘッジホッグ』『ソニック ワールドアドベンチャー』。
- 吉永匠 - ディレクター。代表作は『スペースチャンネル5』『きみのためなら死ねる』シリーズ。
- 森本兼次郎 - ゲームデザイナー兼ディレクター。代表作は『ソニックライダーズ』シリーズ。現在はクリオスタジオのプロデューサー。
- 岸本守央 - ゲームデザイナー。『ソニックと秘密のリング』『ソニックと暗黒の騎士』でゲームデザインリードを務め、『ソニック カラーズ』『ソニック フォース』ではディレクター兼ゲームデザインリードを務めて、『ソニック ロストワールド』『ソニックフロンティア』ではディレクターを務めた。
- 片野徹 - プログラマー。『ソニック ジャム』『ソニックアドベンチャー』『ソニックアドベンチャー2』。『ソニックと暗黒の騎士』ではプロデューサー兼ディレクターを務め、『ソニック ジェネレーションズ 青の冒険』ではディレクターを務めて、『新サクラ大戦』ではプロデューサーを務めた。
- 松本卓也 - プログラマー。代表作は『バーニングレンジャー』『ソニックアドベンチャー』。
- 榊原武 - プログラムマネージャー。代表作は『SHADOW THE HEDGEHOG』。
- 戸谷弘一 - プログラマー。代表作は『ファンタシースターオンライン』『ファンタシースターオンライン2』。
- 川畑嘉貴 - プログラマー。代表作は『サンバDEアミーゴ』シリーズ。
- 新谷明彦 - プログラマー。代表作は『ソニックアドベンチャー』『ファンタシースターオンライン』。
- 橋本善久 - プログラマー兼ゲームデザイナー。「チャオ」のプログラム。代表作は『ソニックアドベンチャー』シリーズ、『ソニック ワールドアドベンチャー』『ヘッジホッグエンジン』。後者2つにおいてはディレクター兼ゲームデザインリード兼テクニカルディレクターとして開発の中核を担った。後にスクウェア・エニックスに移籍してCTOを務めて、スクエニ社内にR&D部門『テクノロジー推進部』を立ち上げてR&D部門長を務めて、次世代ゲームエンジン『Luminous Studio』と映像作品『Agni's Philosophy』のプロデューサー兼ディレクターを務めて、『ファイナルファンタジーXIV: 新生エオルゼア』ではテクニカルディレクターを務めた。
- 岩崎浩（崎は旧字体） - プログラマー。代表作は『ソニック ワールドアドベンチャー』『ヘッジホッグエンジン』。現在はスクウェア・エニックス第二開発事業本部に所属して『ルミナスエンジン』テクニカルディレクターを務めている。
- 松波進也 - プログラマー。代表作は『ソニックアドベンチャー』『ファンタシースターオンライン』『ファンタシースターオンライン2』。
- ササキトモコ - ナイツシリーズの主なサウンドクリエイター。現在はフリーで活動中。
- 幡谷尚史 - サウンドクリエイター。代表作は『ソニックCD』『バーニングレンジャー』、ナイツシリーズ、『スペースチャンネル5』など。
- 瀬上純 - ソニックシリーズの主なサウンドクリエイター。Crush 40のギタリストとしても活躍。
- 光吉猛修 - サウンドクリエイター。「日本一歌のうまいサラリーマン」と言われる。現在はグループ会社である株式会社セガ・インタラクティブ所属。
- 長沼英樹 - サウンドクリエイター。独特の“長沼サウンド”を生み出す。
- 澤田朋伯 - サウンドクリエイター。代表曲は『Sonic Speed Riders』。
- 大谷智哉 - サウンドクリエイター。代表曲は『His World』『Endless Possibility』『Reach For The Stars』『Fist Bump』『I'm Here』『Dear Father』『One Way Dream』『I'm with you - Vocal ver.』『Undefeatable』『Break Through It All』『Find Your Flame』『I'm Here - Orchestral ver.』『I'm Here - Revisited』など。2006年の『ソニック・ザ・ヘッジホッグ』以降ではソニックシリーズのサウンドディレクターを務める。
- 床井健一 - サウンドクリエイター。代表曲は『Unknown From M.E.』『Seven Rings In Hand』。
- 小林秀聡 - サウンドクリエイター。代表曲は『ファンタシースターオンライン』。
- 南波真理子 - サウンドクリエイター。代表曲は『ソニック・ザ・ヘッジホッグ』のシルバー・ザ・ヘッジホッグのテーマ『Dreams of an Absolution』、エリスのテーマ『My Destiny』、『ソニック ワールドアドベンチャー』のエンディングテーマ『Dear My Friend』など。

## 制作した主なゲーム
- ソニックシリーズ 1991年～
- リスター・ザ・シューティングスター 1995年
- NiGHTS into Dreams... セガサターン、Wii 1996年、2007年
- バーニングレンジャー セガサターン 1998年
- サンバDEアミーゴシリーズ AC、ドリームキャスト 1999年、2000年
- チューチューロケット! ドリームキャスト、ゲームボーイアドバンス 1999年、2001年
- ファンタシースターオンライン、ファンタシースターユニバース 2000年、2006年
- ジャイアントエッグ～ビリー・ハッチャーの大冒険～ 2003年
- ぷよぷよフィーバー 2004年